# Tarambaly
Tarambaly (ou Taranbaly) est une ville de Guinée, dans la préfecture de Labé et la région de Labé. 

## Histoire
Le 6 septembre 2015, le président Alpha Condé annonce l'érection en sous-préfecture de cette localité jusque là rattachée à la commune rurale de Sannoun. Les premières autorités y sont installées le 14 août 2017.

## Subdivision administrative
Tarambaly est compose de quatre districts.
| Districrs        | Secteurs                                                                 |
| ---------------- | ------------------------------------------------------------------------ |
| Dar-es-salam     | Darou, Songoly, Taran hindè, Taïbata, Goundoupi et Sélâ                  |
| Konkoren         | Konkoren 1, Konkoren 2, Djinkan et Kombéya                               |
| Madinatou-Salamy | Madinatou-Salamy centre, Madina bôwi, Thianghel et Hafia sakÖtÖ          |
| Tarambaly centre | Taran 1, Taran 2, Kobein, Madina GÖrÖ, Mawdé, Boréya et Doghol-sèlèyabhè |